# Mattatuck State Forest
Mattatuck State Forest ist ein State Forest im US-Bundesstaat Connecticut auf dem Gebiet der Gemeinden Waterbury, Plymouth, Thomaston, Watertown, Litchfield und Harwinton. Der Forst ist verteilt auf 20 einzelne Parzellen.

## Geographie
Der Naugatuck River verläuft durch das Gebiet. Die größte Parzelle des Forsts liegt etwa 1,6 km nördlich von Waterbury. Die Leatherman's Cave, die nach einem Vagabund des späten 19. Jahrhunderts benannt ist, liegt im Gebiet von Thomaston am Mattatuck Trail, etwas nördlich der Kreuzung zum Jericho Trail. Bemerkenswerte Landmarken sind Lake Plymouth, Mount Tobe, Bidwell Hill und die Whitestone Cliffs.

## Freizeitmöglichkeiten
Der Forst wird von mehreren Blue-Blazed Trails durchzogen, unter anderem Jericho Trail, Hancock Brook Trail, Mattatuck Trail und Whitestone Cliffs Trail. Der Mattatuck Trail verbindet den Forst auch mit dem Black Rock State Park.
Das Whitestone rock climbing area liegt in der größten Parzelle des Forsts östlich des Naugatuck River. Die Klippen steigen bis zu 34 m (50 ft) an und man kann top-roping-Techniken anwenden.